# Jean-Pierre Tafunga
Jean-Pierre Tafunga Mbayo SDB (ur. 25 lipca 1942 w Panda-Likasi, zm. 31 marca 2021 w Pretorii) – kongijski duchowny katolicki, arcybiskup Lubumbashi od 2010 do swojej śmierci w 2021.

## Życiorys
Święcenia kapłańskie przyjął 16 września 1972.

## Episkopat
6 października 1992 został mianowany biskupem diecezji Kilwa-Kasenga. Sakry biskupiej udzielił mu 31 stycznia 1993 ówczesny metropolita Lubumbashi - arcybiskup Eugène Kabanga Songasonga.
10 czerwca 2002 został przeniesiony na urząd biskupa diecezji Uvira.
31 lipca 2008 został mianowany przez Benedykta XVI arcybiskupem koadiutorem archidiecezji Lubumbashi. Rządy w archidiecezji objął 1 grudnia 2010, po przejściu na emeryturę poprzednika.